# Гідравлічні випробування
Гідравлічні випробування вузлів і деталей устаткування складаються з трьох періодів: 
– період первинного утримання тиску; 
– зниження тиску до нуля; 
– період вторинного утримання тиску. 
Тривалість періодів утримання тиску – не менше 3 хв, причому відлік часу починають при досягненні пробного тиску Рпр. Зовнішні поверхні вузлів і деталей повинні бути ретельно осушені. Фонтанну арматуру в зборі випробовують на герметичність робочим тиском Рр.
Випробувальна середовище має бути нейтральною і містити відповідний інгібітор до металевих і неметалевих виробів. 
При недостовірних результатах гідравлічних випробувань обладнання випробовують газом. В якості випробувальної середовища використовують азот. Випробування корпусів газом проводять при температурі навколишнього середовища повним зануренням обладнання у ванну з водою.
Критерії випробувань. Випробування повинні включати всі вимоги до випробувань відповідного рівня показників. Гідравлічні випробування необхідно проводити при нормальній температурі. Вузли та деталі витримали гідравлічні випробування, якщо при нормальній температурі в період утримання тиску не спостерігається видимих витоків. Зміна тиску в періоди утримання повинна бути менше 5% випробувального тиску. Випробування газом при нормальній температурі Вузли та деталі вважають такими, що витримали випробування газом, якщо при нормальній температурі не спостерігається бульбашок. Допустимий витік, виміряний при атмосферному тиску протягом періоду утримання регламентується (наприклад, для нафтогазового обладнання – не більше 20 см3/год).
Вважається, що посудина витримала гідравлічне випробування, якщо не виявлено:
1) течі, тріщин, сльозок, потіння в зварних з’єднаннях і на основному металі;
2) течі в рознімних з’єднаннях;
3) видимих залишкових деформацій;
4) падіння тиску по манометру.
Посудина та її елементи, в яких під час випробувань виявлені дефекти, після їх усунення підлягають повторним гідравлічним випробуванням пробним тиском, установленим Правилами.
Гідравлічне випробування, яке проводиться підприємством-виготовлювачем, повинне проводитись на спеціальному випробувальному стенді, який має відповідне огородження і задовольняє вимогам безпеки та інструкції по проведенню гідровипробувань відповідно до НД.
Гідравлічне випробування допускається заміняти пневматичним за умови контролю такого випробування акустичною емісією або іншим, узгодженим з Держнаглядохоронпраці України, методом.
Пневматичні випробування повинні проводитись за інструкцією, що передбачає необхідні заходи безпеки і затверджена в установленому порядку.
– Пневматичне випробування посудини проводиться стисненим повітрям або інертним газом.
– Величина пробного тиску приймається рівною величині пробного гідравлічного тиску. Час витримки посудини під пробним тиском установлюється розробником проекту, але має бути не менше 5 хвилин. Потім тиск у випробуваній посудині повинен бути знижений до розрахункового і проведений огляд посудини з перевіркою герметичності його швів і рознімних з’єднань мильним розчином або іншим способом.
– Значення пробного тиску і результати випробувань заносяться в паспорт посудини особою, яка проводила ці випробування.